# Rune Ingo
John Rune Ingo, född 16 november 1938 i Korsholm, död 17 juli 2016 i Vasa, var en finländsk språkforskare.

## Biografi
Ingo växte upp i en lantbrukarfamilj och 
skrev studenten vid Vasa svenska lyceum 1958. Han studerade sedan vid Åbo Akademi. Där undervisade han och forskade i franska och finska 1965–1977. Han var tillförordnad professor i finska där 1977–1980.
Ingo utsågs var tillförordnad professor i modern finska vid Vasa högskola från 1980 och ordinarie från 1983. Han var knuten till utbildningsprogrammet för översättare, som startade 1980. Ingo var gästprofessor i finska språket vid La Sorbonne nouvelle Paris 1987- 1988 och föreläste då också vid universiteten i Toulouse och Caen.
Ingo bidrog i processen att Vasa högskola blev Vasa universitet 1991 och han var en framstående akademiker på området översättning.
Ingo var under åren 1998-2003 medlem i Österbottens konstkommission.

### Läromedel i urval, utgivet på svenska
- Från källspråk till målspråk. Introduktion i översättningsvetenskap (Studentlitteratur, 1991)
- Finska som andraspråk (Studentlitteratur, 2004)
- Konsten att översätta. Översättandets praktik och didaktik (Studentlitteratur, 2007)

### På finska
Om översättning:
- Kääntämisen teoriaa ja sen sovellusta, Åbo: Akad., 1980
- Lähtökielestä kohdekieleen : johdatusta käännöstieteeseen, WSOY, 1990

Om finska:
- Suomen kielen pluratiivit eli monikkosanat : numeeris-semanttinen tutkimus. 1 Väenkokouksia ja teknisiä laitteita tarkoittavat sanat,  1978 (Avhandling, Meddelanden från Stiftelsens för Åbo akademi forskningsinstitut, 0356-7109: 34)
- Suomen kielen pluratiivit eli monikkosanat : numeeris-semanttinen tutkimus. 2, Ruumiinosia ja vaatteita tarkoittavat sanat, Åbo, 1998
- Suomen kieli vieraan silmin, Vasa universitet, 2000

## Utmärkelser
- Riddartecknet av klass 1 av Finlands Vita Ros’ orden[2]